# Cal Romaní (Mont-roig)
Cal Romaní és un casal de Mont-roig, al municipi dels Plans de Sió (Segarra) inclòs a l'Inventari del Patrimoni Arquitectònic de Catalunya.

## Descripció
Està situat en el poble de Mont-roig, en un dels carrers que comuniquen amb la plaça de l'Església. Està realitzat amb paredat i arrebossat, amb una estructura de planta baixa i dues plantes superiors.
La planta baixa està formada per la porta principal d'accés amb brancals realitzats amb carreus regulars i arc de mig punt escarser i adovellat a la part superior, on a la dovella central apareix un baix relleu que representa una creu, com a símbol de protecció i les inicials F. R. F. que corresponen al propietari que va construir la casa. Al costat esquerre, hi ha una porta de grans dimensions, oberta posteriorment i utilitzada com a garatge o magatzem, al costat dret, es troba una finestra de petites dimensions.
A la primera planta, es troben tres balcons amb arc de mig punt rebaixat d'una sola peça, i brancals realitzats amb carreus regulars. El balcó central és de majors dimensions i destaca pel fet que a la part superior dels brancals apareix la inscripció: "Any 1816".
A la segona planta, o golfes hi ha tres finestres de mitjanes dimensions realitzades amb carreus de pedra regulars i arc de mig punt rebaixat.
A la part posterior de la casa, també es pot distingir la divisió de l'habitatge en diferents plantes, damunt la planta baixa s'observen dues plantes superiors amb una galeria coberta cadascun, amb arcs de mig punt. Ja a l'última planta o golfes, es troben dues obertures, una de majors dimensions que l'altra que il·luminen les estances superiors.
Finalment, sota-teulada hi ha una franja decorativa realitzada amb fang que ressegueix tot l'habitatge.